# Deinopidae
Famille
Les Deinopidae sont une famille d'araignées aranéomorphes.
Elle a parfois été écrite Dinopidae par erreur. Ces araignées tissent une toile entre leurs pattes, filet qu'elles déploient très rapidement quand une proie passe à portée, pour l'envelopper à la manière d'un gladiateur rétiaire, d'où le nom araignées-gladiateurs ou rétiaires.

## Distribution

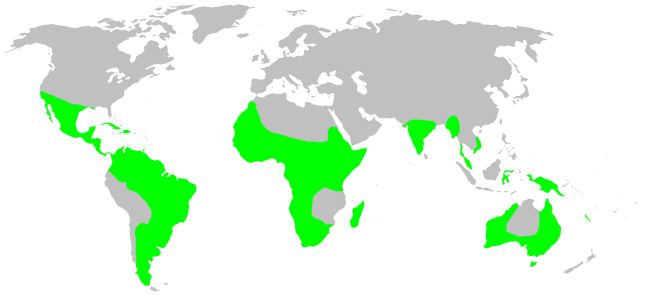
Distribution

Les espèces de cette famille se rencontrent en Amérique, dans le sud de l'Asie, en Afrique et en Océanie.

## Description
Ce sont des araignées au corps allongé. Le nom de la famille provient du grec deinos, « terrible », et opsis, « apparence », faisant allusion aux yeux médians postérieurs très larges et protubérants du taxon.

## Paléontologie
Cette famille est connue depuis le Crétacé.

## Liste des genres
Selon World Spider Catalog (version 24.5, 16/01/2024) :
- Asianopis Lin & Li, 2020
- Deinopis MacLeay, 1839
- Menneus Simon, 1877

Selon World Spider Catalog (version 23.5, 2023) :
- † Deinopoides Wunderlich, 2017

## Systématique et taxinomie
Cette famille a été décrite par C. L. Koch en 1850.
Cette famille rassemble 68 espèces dans trois genres actuels.
Cette famille a été révisée par Coddington, Kuntner et Opell en 2012.

## Publication originale
- C. L. Koch, 1850 : Übersicht des Arachnidensystems. Nürnberg, vol. 5, p. 1-77 (texte intégral).